# Michael av Grekland
Michael av Grekland (nygrekiska: Μιχαήλ της Ελλάδας / Michaḯl tis Elládas), född 7 januari 1939 i Rom, död 28 juli 2024 i Aten, var en grekisk prins. Han var medlem av den före detta grekiska kungafamiljen. Han var historiker och var verksam som författare på både franska och engelska.
Michael av Grekland var prins Christoffer av Greklands (1889–1940) ende son som denne fick tillsammans med sin andra fru, prinsessan Françoise av Orléans (1902–1953).
Prins Michael var sonson till kung Georg I av Grekland (1845–1913). Han var även tillsammans med sin syssling Christian Casteskiold de sista kvarlevande barnbarnsbarnen till Christian IX av Danmark, efter kusinen prins Philips frånfälle 9 april 2021, och efter Christians frånfälle 17 juli 2024 var han det sista levande barnbarnsbarnet.